# James Paton (homme politique)
Pour les articles homonymes, voir James Paton.
James Paton  né le 5 juin 1853 et mort le 16 septembre 1935, est un homme politique municipal et provincial canadien de l'Île-du-Prince-Édouard. Il est le 14e maire de Charlottetown de 1906 à 1908 et député conservateur de la circonscription 5e Queens de 1915 à 1919.

## Biographie
Né à Paisley en Écosse, Paton fait son instruction et occupe ensuite divers emplois durant six ans. S'installant à Charlottetown pour devenir marchand, il se joint à la firme Weeks and Findlay jusqu'à devenir partenaire de Mr. Weeks et ensuite seul propriétaire de l'entreprise.
Vice-président de la Canadian Retail Furniture Dealers' Association et de l'Union of Canadian Municipalities, il tente sans succès de briguer un siège à l'Assemblée législative de l'Île-du-Prince-Édouard en 1897 et en 1900. Élu en 1915, il est défait en 1919.